# Agrilus samoensis
Agrilus samoensis é uma espécie de inseto do género Agrilus, família Buprestidae, ordem Coleoptera.
Foi descrita cientificamente por Blair, 1928.